# Peter Velits
Peter Velits (* 21. února 1985 Bratislava,) je bývalý slovenský profesionální silniční cyklista. Jeho bratr - dvojče Martin Velits je také bývalým profesionálním cyklistou. Jeho největšími úspěchy jsou tři vítězství v řadě na mistrovství světa v časovce družstev v letech 2012, 2013 a 2014. Peter svoji kariéru ukončil roku 2016, když po zdravotních komplikacích nesehnal angažmá pro rok 2017. Jeho posledním týmem byla belgická stáj BMC Racing Team.

## Dětství
Narodil v Bratislavě, ale spolu s rodinou sa v roce 1998 přestěhovali do Púchova. V zimě hrával hlavně lední hokej, postupně se společně s bratrem začali věnovat i silniční cyklistice. Na jejich sportovním růstu se podíleli především jejich otec Ladislav Velits a strýček Tibor Velits.

## Juniorská kariéra
V kategorii juniorů patřil mezi světovou špičku. V juniorském svetovém poháru skončil nejlépe v roce 2003, celkově na čtvrtém místě. Jeho prvním týmem byla Dukla Trenčín. Poté působil v juhoafrickém týme Konica Minolta, kde mohl závodit i v zimě. Jeho úspěšná juniorská kariéra vyvrcholila titulem mistra světa do 23 let ve Stuttgartu.

## Profesionální kariéra
Profesionálnu kariéru zahájili oba bratři v nemeckém týmu Wiesenhof–Felt, na konci sezóny 2007 však tento tým ukončil svoji činnost. Hlavně díky jeho titulu mistra světa v kategorii jezdců do 23 let obdržela obě dvojčata vícero nabídek a podepsala dvouletou smlouvu s německým týmem Milram. 
Od roku 2010 působili bratři Velitsovi v HTC–Highroad. 
Po zániku amerického týmu v roce 2011 přestoupili oba bratři do týmu Omega Pharma-Quick Step, kdy se rozhodli pro nejlepší finanční a sportovní podmínky. Toto angažmá bylo nejlepší v jeho kariéře, jelikož v dresu Quick-Stepu v roce 2012 vyhrál etapový závod Kolem Ománu, 3x v řadě vyhrál národní šampionát v časovce (2012–2014) a také zde získal největší úspěchy své kariéry, když vyhrál 3x v řadě časovku družstev na MS.
Poprvé v kariéře se oba bratři rozdělili, když Peter po sezóně 2014 přestoupil do BMC.
Peter Velits se zúčastnil celkem 8 Grand Tours (6x jel Tour a dvakrát Vueltu). Jeho nejlepší Grand Tour byla Vuelta 2010, kde skončil celkově 3. a navíc vyhrál 2 etapy (individuální a týmovou časovku). Týmovou časovku na Vueltě vyhrál také v roce 2015. 
Svoji kariéru ukončil ro ku 2016, když po zdravotních komplikacích nesehnal angažmá pro rok 2017.

## Úspěchy

### 2007
- Vítěz Grand Prix de Fourmies
- Mistr světa do 23 let v silničním závodu

### 2009
- Vítěz Grand Prix Kanton Aargau

### 2010
- 2. celkově Vuelta a España
  - vítěz individuální a týmové časovky

### 2012
- Celkový vítěz Kolem Ománu
- Mistr Slovenska v časovce mužů
- Mistr světa v časovce družstev

### 2013
- Mistr Slovenska v časovce mužů
- Mistr světa v časovce družstev

### 2014
- Mistr Slovenska v časovce mužů
- Mistr světa v časovce družstev

### 2015
- Vítěz týmové časovky na Vuelta a España

### Umístění v celkové klasifikaci na Grand Tours
| Grand Tour      | 2008 | 2009 | 2010 | 2011 | 2012 | 2013 | 2014 | 2015 |
| --------------- | ---- | ---- | ---- | ---- | ---- | ---- | ---- | ---- |
| Tour de France  | 55   | 31   | —    | 19   | 27   | 25   | 27   | —    |
| Vuelta a España | —    | —    | 2    | —    | —    | —    | —    | DNF  |

| —   | Neúčastnil se |
| DNF | Nedokončil    |